# Titularbistum Masclianae
Masclianae (ital.: Mascliane) ist ein Titularbistum der römisch-katholischen Kirche.
Es geht zurück auf ein ehemaliges Bistum in der antiken Stadt gleichen Namens in der römischen Provinz Byzacena bzw.  Africa proconsularis in der Sahelregion von Tunesien.
| Titularbischöfe von Masclianae |                                         |                                              |                  |                   |
| Nr.                            | Name                                    | Amt                                          | von              | bis               |
| 1                              | Jean-Pierre Urkia MEP                   | Apostolischer Vikar von Paksé (Laos)         | 12. Juni 1967    | 21. Dezember 2011 |
| 2                              | Carlos Alberto Novoa de Agustini OFMCap | Weihbischof in Lomas de Zamora (Argentinien) | 3. Dezember 2013 | 13. Dezember 2013 |
| 3                              | Jonas Benson Okoye                      | Weihbischof in Awka (Nigeria)                | 30. Mai 2014     | 9. November 2021  |
| 4                              | Fabián González Balsa                   | Weihbischof in Río Gallegos (Argentinien)    | 21. Mai 2022     |                   |